# Jorge Cabrera
Jorge Daniel Cabrera (San José de Mayo, Uruguay el 13 de agosto de 1963) es un exfutbolista uruguayo, campeón de la Copa Libertadores en 1987 con Peñarol y recordado por haber convertido el segundo gol de Peñarol en el "Clásico del 8 contra 11", partido en que Peñarol venció a Nacional 2-1 luego de quedar con 8 jugadores cuando el partido estaba empatado. El gol de Cabrera, luego de un pase de Diego Aguirre, fue a los 82 minutos de juego.

## Clubes
| Club             | País    | Año                 |
| ---------------- | ------- | ------------------- |
| Bella Vista      | Uruguay | 1984-1986           |
| Peñarol          | Uruguay | 1987-1988           |
| Tigres           | México  | 1988-1989           |
| Correcaminos     | México  | 1989-1990/1991-1993 |
| Querétaro FC     | México  | 1990-1991/1995-1996 |
| Tampico Madero   | México  | 1993-1995           |
| Huracán Buceo UY | Uruguay | 1996                |
| Tigrillos FC     | México  | 1997                |

## Títulos
| Título                     | Club           | País    | Año     |
| -------------------------- | -------------- | ------- | ------- |
| Copa Libertadores          | Peñarol        | Uruguay | 1987    |
| Segunda División de México | Tampico Madero | México  | 1993-94 |